# Mangas Coloradas
Mangas Coloradas (* 1797; † 18. Januar 1863), (span.-mexikanisch: ‘(blut)rot gefärbte Ärmel’) oder Red Sleeves (engl.: ‘Rote Ärmel’), auch Dasoda-hae (‘He Just Sits There’), war ein Häuptling der Chihenne-Chiricahua-Apachen. Der Name Mangas Coloradas ist die Aufnahme seines Apache-Spitznamens Kan-da-zis Tlishishen (Red Shirt oder Pink Shirt) durch Mexikaner und Spanier. Er war ein gebürtiger Bedonkohe, hatte jedoch in die Copper Mines-Lokalgruppe der Chihenne (‘Red Painted People’ - ‘Rot-bemaltes Volk’), die östliche Gruppe (engl. band) der Chiricahua, eingeheiratet, deren Führung er, damals noch als Fuerte bekannt, gegen 1814 übernahm. Als der wahrscheinlich bedeutendste Führer der Bedonkohe (Bi-dan-ku - ‘In Front of the End People’, Bi-da-a-naka-enda - ‘Standing in front of the enemy’), Mahko, starb, waren die Bedonkohe führerlos und fanden in dem gebürtigen Bedonkohe den geeigneten Anführer. Somit wurde in den 1820er Jahren Mangas Coloradas zudem Häuptling der Bedonkohe. Zudem war er der Schwiegervater von Cochise, dem Häuptling der Chihuicahui-Lokalgruppe der Chokonen (‘Ridge of the Mountainside People’), der zentralen Gruppe der Chiricahua (daher auch wirkliche oder Zentrale Chiricahua), und wird von vielen Historikern als einer der wichtigsten indianischen Führer des 19. Jahrhunderts betrachtet, aufgrund seiner Erfolge im Kampf gegen Mexikaner und Amerikaner. Es gibt keine bekannten Fotografien von Mangas Coloradas; einer seiner Söhne, Mangus, wurde fotografiert und wird fälschlicherweise manchmal als Mangas Coloradas identifiziert.

## Territorium der Chihenne und Bedonkohe
Die Copper Mines waren höchstwahrscheinlich eine Chihenne-Lokalgruppe, bestehend aus Chihenne und Bedonkohe, die südwestlich des Gila River lebten, besonders bei den Santa Lucia Springs in den Burro Mountains, nordwestlich des heutigen Silver City, und die Pinos Altos Mountains, Pyramid Mountains und die Umgebung von Santa Rita del Cobre entlang des Mimbres River im Osten beherrschten. Früher oft, zusammen mit anderen Chiricahua-Lokalgruppen, die entlang des Gila River lebten, als Gileños oder Gila Apaches bezeichnet, wurden sie, nachdem rund um Santa Rita del Cobre ertragreiche Kupferlagerstätten entdeckt wurden, in der Folge meist als Copper Mine Apaches (Kupferbergbau-Apachen) bezeichnet.
Die Bedonkohe lebten nördlich und westlich der Chihenne in den Mogollon Mountains und Tularosa Mountains zwischen dem San Francisco River im Westen und dem Gila River im Südosten im Westen New Mexicos. Da ihr bevorzugtes Rückzugsgebiet oft die Mogollon Mountains waren, wurden sie auch Mogollon Apaches genannt. Genau wie die südlich lebenden Chihenne wurden sie, zusammen mit allen entlang des Gila River lebenden Chiricahua-Lokalgruppen, als Gileños oder Gila Apaches bezeichnet.
Zudem hatte er erheblichen Einfluss auf die Anführer der östlich benachbarten Mimbres/Mimbreño-Lokalgruppe der Chihenne, die im südöstlichen West-New Mexico, zwischen dem Mimbres River und dem Rio Grande in den Mimbres Mountains und der Cook’s Range lebten.
In Kriegszeiten schlossen sich zudem Cuchillo Negro (‘geschwärztes Messer’, in Apache: Baishan), Delgadito (‘ein bisschen dünn’, ‘mager’, in Apache: Tudeevia, Dudeevia), Victorio, Nana und andere Anführer der Nördlichen Warm Springs und Südlichen Warm Springs-Lokalgruppen, die ebenfalls zu den Chihenne zählten, Mangas Coloradas an.

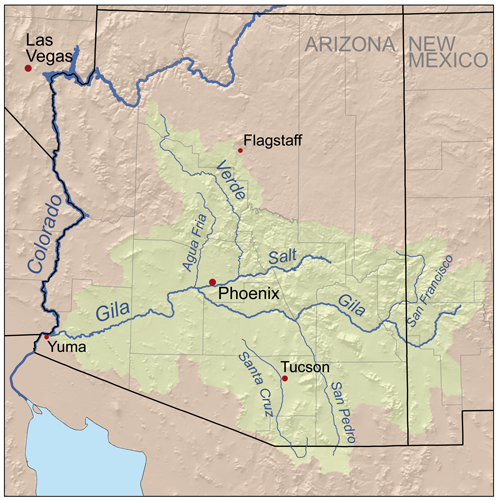
Einzugsgebiet und Verlauf des Gila Rivers

## Leben
Mangas Coloradas überlebte 1835 ein Massaker der Mexikaner an den Bedonkohe. In den folgenden Jahren führte er seine Krieger unzählige Male in den Kampf gegen die Mexikaner. Während des Mexikanisch-Amerikanischen Krieges verbündete er sich mit dem US-General Philip Kearny gegen die Mexikaner. Es gelang den Bedonkohe, die Mexikaner zu vertreiben, die im Bedonkohe-Gebiet Kupfer abbauten. Wenig später entdeckten Amerikaner bei ihnen Gold und Silber. 1850 besetzte die US-Armee ihr Land am Gila River. In der Folge strömten Hunderte von Goldsuchern herbei; es entstand die Goldgräberstadt Pinos Altos im US-Bundesstaat New Mexico. Bei einem Besuch im Jahre 1861 in Pinos Altos wurde Mangas Coloradas gefangen genommen, ausgepeitscht und davongejagt.
Ein Jahr später wurde Mangas Coloradas zusammen mit rund 700 Kriegern der Bedonkohe sowie der Chokonen-Apachen unter seinem Schwiegersohn Cochise am Apache-Pass von 126 US-Soldaten geschlagen. Der 65-jährige Mangas Coloradas wurde durch eine Kugel in die Brust verletzt.
Anfang 1863 besuchte ein Mexikaner unter der weißen Flagge die Mimbreno, um mit ihnen im Namen der US-Armee Friedensverhandlungen aufzunehmen. Mangas Coloradas erklärte sich bereit, ihn alleine in das alte Fort McLane zu begleiten. Kaum war er mit dem Mexikaner alleine, stürzten jedoch Soldaten von General Joseph R. West aus dem Gebüsch und nahmen ihn gefangen. Im Fort angekommen gab West den Befehl, Mangas Coloradas in der kommenden Nacht zu töten. Die Soldaten versengten ihm zuerst mit erhitzten Bajonetten die Füße und Beine. Als Mangas Coloradas protestierte, erschossen sie ihn. Anschließend skalpierten und enthaupteten sie ihn. Der Rumpf wurde in einem Graben verscharrt. In offiziellen Militärberichten hieß es, Mangas Coloradas sei bei einem Fluchtversuch getötet worden.

## Bedeutung
Mangas Coloradas war aufgrund seiner Körpergröße von 2,05 Metern eine imposante Erscheinung. Obwohl von den Weißen immer wieder verraten und betrogen, versuchte er mehrfach, mit ihnen Frieden zu schließen. Er hasste die Weißen nicht, worauf auch seine Heirat mit einer Mexikanerin hindeutet. Trotzdem errang er als Kriegshäuptling Bedeutung. Zusammen mit Cochise, Geronimo, Victorio und anderen gehörte er zu den bekanntesten Apachen-Kriegern, die gegen die Unterwerfung durch die Weißen kämpften.

## Filme
- War Drums (1957); deutscher Titel: Rebell der roten Berge, 1963 mit neuem Titel: Der Häuptling der Apachen; Drehbuch: Gerald Drayson Adams; Regie: Reginald de Borg; Hauptrolle: Lex Barker